# Hoa phi
Hoa phi Hầu Giai thị (chữ Hán: 华妃侯佳氏, ? - 1804), cũng gọi Hầu thị (侯氏), là một phi tần của Thanh Nhân Tông Gia Khánh Đế trong lịch sử Trung Quốc.
Bà là một trong chín vị thê thiếp xuất thân từ Tiềm để của Gia Khánh Đế, cùng với Trang phi Vương Giai thị có được vị thế vững vàng trong hậu cung.

## Cuộc đời

### Thân thế
Hoa phi Hầu Giai thị vốn là [Hầu thị], xuất thân là từ [Tương Hoàng kỳ Bao y Quản lĩnh hạ nhân], cũng chính là xuất thân từ Tân Giả khố. Bà là con gái của Thượng Tứ viện khanh Thảo Trụ (讨住), một cơ quan trông coi ngự mã cho Hoàng đế, trực thuộc Nội vụ phủ. Gia đình của Hầu Giai thị không thể gọi là hiển quý, nhưng không đến mức xếp vào xuất thân thấp trong hàng ngũ quan viên Bao y.
Tổ tiên của bà là một người Hán ở Thẩm Dương tên Hầu Ưu Tài (侯优才), được nhập Kỳ vào thời Minh mạt. Sau khi nhập Kỳ, Hầu Ưu Tài và con trai Thế Kiệt (世杰) đều là nhân đinh nhàn tản thuộc Nội vụ phủ Quản lĩnh hạ nhân, đến đời cháu mới bắt đầu xuất sĩ. Thảo Trụ chính là tằng tôn của Hầu Ưu Tài, cũng là người có quan chức cao nhất trong gia tộc. Mặc dù Thảo Trụ làm đến vị trí Nội vụ phủ Đại thần, nhưng cũng không quá đề bạt người trong nhà. Căn cứ ghi chép của "Ái Tân Giác La Tông phổ", Hoa phi có ít nhất một người chị gái gả cho Phụng ân Tướng quân Phúc Minh A (福明阿) - tằng tôn của Bối lặc Nặc Ni (诺尼) - con trai thứ ba của Diễn Hi Giới Quận vương La Lạc Hồn.
Năm Càn Long thứ 43 (1778), ngày 28 tháng 2, bà nhập cung làm Cung nữ tử rồi được nạp vào tiềm để của Gia Khánh Đế (khi ấy là Gia Thân vương), vị phân là Cách cách, tức hàng thiếp hầu có địa vị thấp. Lúc này Gia Thân vương có rất nhiều vị Cách cách, trong đó có Cách cách Lưu thị, Cách cách Vương thị, Cách cách Lương thị, Cách cách Thẩm thị và Cách cách Quan thị. Bên trên có Trắc Phúc tấn Hoàn Nhan thị, sau này là Trắc Phúc tấn Nữu Hỗ Lộc thị. Chủ mẫu là Đích Phúc tấn Hỉ Tháp Lạp thị.
Năm Càn Long thứ 54 (1789), ngày 12 tháng 6 (âm lịch), giờ Mùi, bà sinh Hoàng lục nữ, Công chúa thứ sáu của Gia Thân vương. Năm thứ 55 (1790), Công chúa yểu mệnh qua đời. Từ đó tinh thần Hầu Giai thị có vẻ sa sút, bà không sinh dục thêm một lần nào nữa. Theo ghi chép của "Thanh cung y án", bà mắc chứng bệnh khí huyết không đủ, không rõ có phải ảnh hưởng từ lần sinh Công chúa này hay không.

### Đại Thanh tần phi
Năm thứ 60 (1796), ngày 13 tháng 10, Càn Long Đế chỉ định Gia Thân vương làm Hoàng thái tử. Sang năm (1796), tháng giêng, Hoàng thái tử Vĩnh Diễm nối ngôi, sử gọi là [Gia Khánh Đế]. Lập Đích phi Hỉ Tháp Lạp thị làm Hoàng hậu, Trắc phi Nữu Hỗ Lộc thị làm Quý phi, Cách cách Lưu Giai thị làm Hàm phi, Cách cách Vương thị phong Xuân Thường tại, Cách cách Lương thị phong Vinh Thường tại. Cố Trắc Phúc tấn Hoàn Nhan thị cũng được truy phong làm Phi và hai vị Cách cách đã mất là Thẩm thị cùng Quan thị cũng được truy làm Tần.
Ngoài vị Lưu Giai thị được đặc cách phong Hàm phi ra, địa vị của Hầu Giai thị cao nhất trong số các thị thiếp cấp thấp từ Tiềm để. Ngày 4 tháng 1 năm 1796, Gia Khánh Đế hạ chiếu, lấy Lễ bộ Tả Thị lang Thiết Bảo (铁保) làm Chính sứ, Cử nhân Nội các Na Ngạn Thành (那彦成) là Phó sứ, chiếu tấn Cách cách Hầu Giai thị làm Doanh tần (瑩嬪). Theo Hồng xưng thông dụng do Nội vụ phủ biên soạn, phong hiệu "Doanh" của bà có Mãn văn là 「nilgiyangga」, ý là "Vầng sáng", "Sáng loáng".
Sách văn viết:
| “                                 | 遣礼部左侍郎铁保、为正使。内阁学士那彦成、为副使。持节、赍册、册封侯佳氏为莹嫔。敕曰。椒掖承华。进崇班于月御。芝函锡命。昭令范于星闱。爰沛新纶。用光懋典。尔侯佳氏。夙秉小心。克娴内教。佐袆衣而协吉。礼赞三宫。习琼佩以迎祥。职参九室。兹以皇帝嗣位初元。册立皇后。用以金册封尔为莹嫔。尔其徽章祗荷。新恩均拜于兰宫。阃训虔遵。蕃祉同承于桂戺。钦此。兹朕遵奉。太上皇帝敕旨。举行册封典礼。尚其敬膺无斁。 . Sắc viết. Tiêu dịch thừa hóa. Tấn sùng ban vu nguyệt ngữ. Chi hàm tiết mệnh. Chiêu linh phạm vu tinh vi. Viên phái tân quan. Dụng quang mậu điển. Nhĩ Hầu Giai thị. Túc bỉnh tiểu tâm. Khắc nhàn nội giáo. Tá huy ý năng hiệp cát. Lễ tán tam cung. Chức sam cửu thất. Tư dĩ Hoàng đế tư vị sơ nguyên. Dụng dĩ kim sách phong nhĩ vi Doanh tần. | ” |
| — Sách văn Doanh tần Hầu Giai thị | |   |

Năm Gia Khánh thứ 6 (1801), ngày 8 tháng giêng, căn cứ theo Chỉ dụ đương, Hoàng Đế đã hạ chỉ dụ tấn phong Doanh tần làm Tĩnh phi (静妃). Tuy nhiên, đến ngày 14, chiếu chỉ ban xuống lại tấn phong Doanh tần Hầu Giai thị làm Hoa phi (华妃), cùng với Hàm phi Lưu Giai thị giữ Phi vị trong nội cung. Theo Hồng xưng thông dụng, phong hiệu "Hoa" của bà có Mãn văn là 「gincihiyan」, ý là "Hoa lệ", "Tú mỹ". Cùng sách phong với bà còn có Vương Giai thị được tấn phong Cát tần.
Mệnh Lễ bộ Thượng thư Kỷ Quân (纪昀) làm Chính sứ, Nội các Đại học sĩ Cát Luân (吉纶) làm Phó sứ, hành Hoa phi sắc phong lễ.
Sách văn viết:
| “                                                         | 命礼部尚书纪昀为正使。内阁学士吉纶为副使。持节、赍册、印、晋封莹嫔侯氏为华妃。册文曰。朕惟椒掖佐肃雝之化。必赖芳型。兰闺彰柔顺之声。宜襄中壸。彝章允洽。懿典式颁。咨尔莹嫔侯氏、赋性静专。秉心恪慎。寅承夙夜。鸣环悉协于礼仪。祗助宫庭。分茧克勤于妇职。是用晋封尔为华妃。锡之册命。尔其益怀恭谨。答庥命之宠膺。弥励谦冲。迓繁厘之懋集。钦哉。 . Trẫm duy tiêu dịch tá túc ung chi hoa. Tất lại phương hình. Lan khuê chương nhu thuận chi thanh. Nghi tương trung khổn. Di chương doãn hiệp. Ý điển thức phân. Tư nhĩ Doanh tần Hầu thị. Phú tính tịnh chuyên. Bỉnh tâm khác thận. Dần thừa túc dịch. Minh hoàn tất hiệp vu lễ nghi. Chi trợ cung đình. Phân kiển khắc cần vu phụ chức. Thị dụng tấn phong nhĩ vi Hoa phi. Tích chi sách mệnh. Nhĩ cơ ích hoài cung cẩn. Đáp hưu mệnh chi sủng ưng. Di lệ khiêm xung. Nhạ bàn hi chi mậu tập. Khâm tai. | ” |
| — Sách văn thăng phong Doanh tần Hầu Giai thị làm Hoa phi | |   |

Năm Gia Khánh thứ 9 (1804), ngày 28 tháng 6 (âm lịch), Hoa phi Hầu Giai thị hoăng thệ. Ngày 2 tháng 7 tế điện, đến ngày 17, Kim quan của bà được đưa đến tạm an ở Sướng Xuân viên. Năm thứ 10 (1805), ngày 7 tháng 2 (âm lịch), bà chính thức được an táng vào Xương lăng Phi viên tẩm. Bảo đính của bà nằm ở vị trí thứ hai bên trái của hàng thứ 2, ngay sau bảo đính của Cung Thuận Hoàng quý phi. Trong Phi viên tẩm, Bảo đính của bà tôn quý thứ tư, sau hai vị Hoàng quý phi (được an táng ở hàng đầu) và Thứ phi (được an táng ở trung tâm hàng thứ 2).

## Trong văn hóa đại chúng
Trong bộ phim Thâm cung nội chiến của TVB vào năm 2004, Hoa phi Hầu Giai thị được khắc họa qua nhân vật Hoa Quý nhân Hầu Giai Ngọc Doanh do diễn viên Lê Tư thủ vai.
Mới đây, trong bộ phim Thiên mệnh vào năm 2018, Hoa phi Hầu Giai thị được đóng bởi diễn viên Tiêu Khải Hân.